# Camponotus argus
Camponotus argus é uma espécie de inseto do gênero Camponotus, pertencente à família Formicidae.